# انتخابات سراسری آرژانتین (۲۰۱۵)
انتخابات سراسری آرژانتین ۲۰۱۵ (انگلیسی: Argentine general election, ۲۰۱۵) ۲۵ اکتبر ۲۰۱۵ در این کشور برگزار شد.
دنیل سیولی از حزب حاکم جبهه برای پیروزی، مائوریسیو ماکری از ائتلاف موسوم به «تغییر بدهیم»، سرخیو ماسا از ائتلاف آرژانتین جدید، مارگاریتا استولبیزر از حزب ترقی‌خواه مدنی و اجتماعی، نیکلاس دل کانیو از حزب چپ‌گرای کارگران و آدولفو رودریگز ساآ از ائتلاف تعهد فدرال به ترتیب اخذ آراء در انتخابات مقدماتی، ۶ کاندیدای شرکت در انتخابات عمومی ریاست جمهوری آرژانتین بودند.